# Carriden House

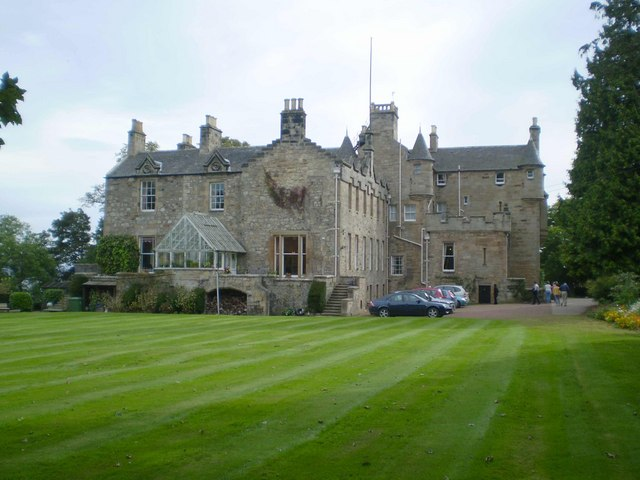
Carriden House

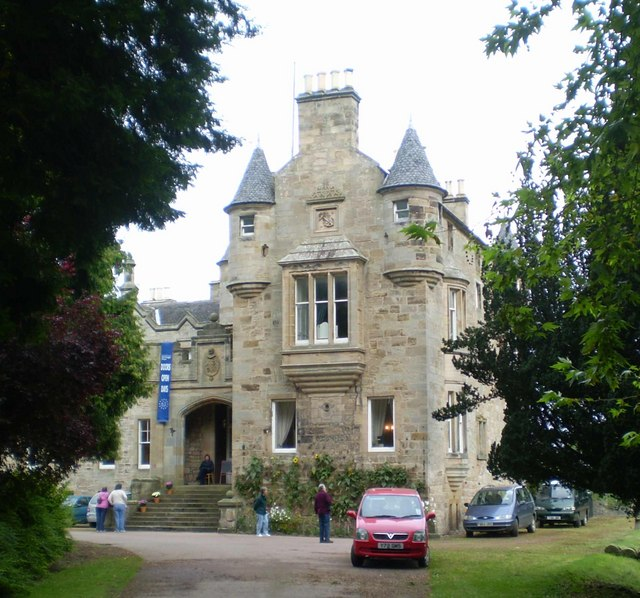
Eingangsbereich an der Südseite

Carriden House ist ein Herrenhaus in der schottischen Stadt Bo’ness in der Council Area Falkirk. 1980 wurde das Bauwerk in die schottischen Denkmallisten zunächst in der Kategorie B aufgenommen. Die Hochstufung in die höchste Kategorie A erfolgte 2006. Des Weiteren bildet es mit verschiedenen Außengebäude ein Denkmalensemble der Kategorie B.

## Geschichte
John Hamilton of Lettrick ließ Carriden House im Jahre 1602 als Tower House errichten. Es gibt Indizien, die nahelegen, dass bereits ein Vorgängerbau an diesem Ort existierte, von welchem Fragmente in den Neubau integriert wurden. Des Weiteren liegt das Gebäude nahe einem ehemaligen römischen Fort am Antoninuswall, sodass der Grund möglicherweise bereits seit der Zeit der römischen Besatzung dauerhaft besiedelt ist. Im späten 17. Jahrhundert erwarb die Familie Mylne, eine bekannte Familie von Steinmetzen, Carriden House und fügten unter anderem den Ostflügel hinzu. Im Laufe des 18. Jahrhunderts wechselte das Anwesen mehrfach den Besitzer. Um 1750 wurden die umliegenden Gärten angelegt, wobei der Grund aufgeschüttet und dadurch das ehemalige Erdgeschoss zu einem Kellergeschoss umfunktioniert wurde.
Im Jahre 1814 erwarb der Marineoffizier George Johnstone Hope das Gebäude und vererbte es an seinen Sohn, den Admiral James Hope. Dieser zeichnet für zahlreiche signifikante Umgestaltungen verantwortlich und gründete für seine Arbeiter die nahegelegene Plansiedlung Muirhouses. In den folgenden Jahrhunderten wechselten die Eigentümer abermals mehrfach, bis der schottische Energieversorger das Anwesen erwarb. Es war geplant, Carriden House niederzureißen, um benötigte Flächen für einen Kraftwerksbau zu schaffen. Dies wurde jedoch nie in die Tat umgesetzt. Nachdem das Gebäude einige Zeit leergestanden hatte, wurde es gegen Ende des 20. Jahrhunderts an eine Privatperson verkauft und restauriert.

## Beschreibung
Carriden House liegt östlich von Bo’ness inmitten eines weitläufigen Grundstücks. Ursprünglich handelte es sich um ein Tower House mit L-förmigem Grundriss, das mehrfach umgestaltet und erweitert wurde. Das Mauerwerk des zwei- bis dreistöckigen Gebäudes besteht aus Bruchstein. Die südexponierte Frontseite mit ihren auskragenden Elementen und Scharwachttürmen ist ein Werk Alexander Mylnes. Der Eingangsbereich ist im Tudorstil gestaltet. Er ist über eine breite Vortreppe zugänglich. Darüber ist ein Wappen zusammen mit dem Baujahr 1863 eingelassen. Die Dächer sind mit grauem Schiefer eingedeckt. Eine verhältnismäßig hohe Bruchsteinmauer umfriedet das Anwesen.